# Mars 1926

## Événements
- Algérie : fondation par Messali Hadj de l'Étoile nord-africaine, il réclame « l'indépendance totale de l'Algérie et le retrait des troupes d'occupation ».

- 1er mars : Le Jardins des plaisirs est le premier film d'Alfred Hitchcock.

- 6 mars, France : chute du gouvernement du président du Conseil Aristide Briand.

- 9 mars, France : Aristide Briand président du Conseil (9).

- 16 mars: la fusée à propulsion liquide 'Nell', de Robert Goddard, décolle pour un vol de 2,5 secondes et 13 mètres de haut[1], à Auburn, au Massachusetts.

- 18 mars (Pékin) : Duan Qirui ordonne à ses troupes de tirer sur les manifestants (47 morts, 200 blessés).

- 20 mars (Chine) : incident du Zhongshan. Coup de force de Tchang Kaï-chek contre les communistes.

- 21 mars : à Southport, Henry Segrave établit un nouveau record de vitesse terrestre : 245,10 km/h.

- 30 mars[2]: fondation à Paris du Comité de défense de la race nègre par Lamine Senghor et lancement de La Voix des Nègres (1er numéro le 15 janvier 1927).

- 30 mars au 20 juillet : le journaliste américain M. LD Garnder du magazine « Aviation » effectue un voyage de 32 317 km en Europe, Asie et Afrique en utilisant uniquement des lignes régulières. En 53 jours, Gardner est passager sur 70 avions ou hydravions différents (25 modèles différents) pour 234 heures et 49 minutes de vol.

## Naissances
- 1er mars : Robert Clary, acteur américain d'origine française né à Paris (Caporal Louis Le Beau dans la série Papa Schultz) († 16 novembre 2022).
- 2 mars : Bernard Agré, cardinal ivoirien, archevêque émérite d’Abidjan († 9 juin 2014).
- 6 mars : Andrzej Wajda, cinéaste polonais († 9 octobre 2016).
- 14 mars : 
  - Nicolas Bataille, comédien et metteur en scène de théâtre français († 28 octobre 2008).
  - François Bédarida, historien français († 16 septembre 2001).
  - François Morel, pianiste, chef d’orchestre et compositeur québécois († 14 janvier 2018).
  - Phil Phillips, chanteur et compositeur américain († 14 mars 2020).
  - Calixte Pianfetti, joueur de hockey sur glace français († 1er juillet 2008).
- 16 mars : Jerry Lewis (Joseph Levitch), acteur comique et réalisateur américain († 20 août 2017).
- 18 mars : 
  - Jean-Pierre Coudray, psychiatre français († 24 juillet 1989).
  - Peter Graves, acteur et réalisateur américain († 14 mars 2010).
  - Ángel Peralta, rejoneador espagnol.
- 19 mars : Tony Collins, footballeur britannique († 8 février 2021).
- 21 mars : André Delvaux, cinéaste belge († 4 octobre 2002).
- 24 mars : 
  - Desmond Connell, cardinal irlandais, archevêque émérite de Dublin († 21 février 2017).
  - Ventsislav Yankoff, pianiste bulgare.
  - Guillermo Timoner, coureur cycliste espagnol († 17 août 2023).
- 27 mars : Jacques Villeglé, plasticien et peintre français († 6 juin 2022).
  - Yves Boiret, architecte français († 25 mars 2018).
  - Cayetana Fitz-James Stuart , aristocrate espagnole, 18e duchesse d'Albe († 20 novembre 2014).
  - Yvon Taillandier, peintre, sculpteur et écrivain français († 3 mars 2018).
- 30 mars :
  - Ingvar Kamprad, entrepreneur suédois († 27 janvier 2018).
  - Thiago de Mello, poète et traducteur brésilien († 14 janvier 2022).
  - Larissa Volpert, joueuse d'échecs et professeur de littérature soviétique puis estonienne († 1er octobre 2017).
- 31 mars : John Fowles, écrivain britannique († 5 novembre 2005).

## Décès
- 3 mars : Christian Henri Roullier, peintre et sculpteur français (° 7 mai 1845).
- 11 mars : Mikao Usui, fondateur du reiki (° 15 août 1865).
- 27 mars : Georges Vézina, gardien de but de hockey sur glace.